# Festival de Música de Estrasburgo

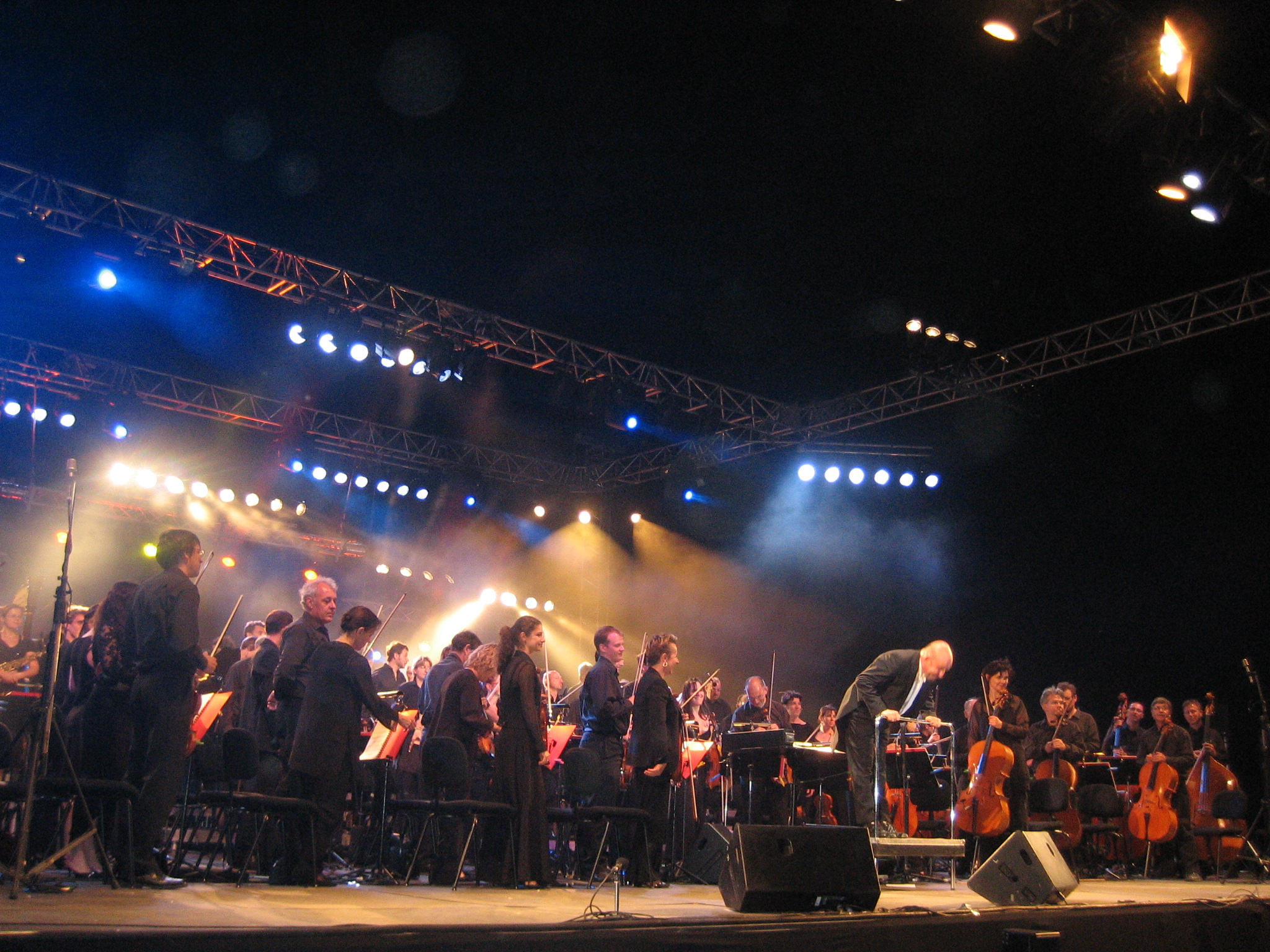

El Festival Musica, Festival Internacional de Música contemporánea de Estrasburgo (en francés: Festival International des musiques d'aujourd'hui de Strasbourg) es un festival de música clásica contemporánea que se celebra desde 1983 en Estrasburgo.

## Historia
El festival fue creado en 1983 por iniciativa del Ministerio de Cultura y la villa de Estrasburgo, para presentar las obras más significativas en la evolución musical de la segunda mitad del siglo XX y confrontarlas con las tendencias actuales. Está abierto a todo tipo de público, profesionales y curiosos deseosos de familiarizarse con las expresiones artísticas en toda su diversidad estética y geográfica.
El festival ha llegado a ser un punto de encuentro de la creación y difusión musicales contemporáneas en Europa, y reúne cada año, con una programación de calidad, los mejores compositores y músicos de nuestro tiempo, así como los jóvenes talentos más prometedores.
El festival se desarrolla fundamentalmente en Estrasburgo, durante quince días a partir de la tercera semana de septiembre, aunque realiza colaboraciones con instituciones culturales de la región del Rhin (Alsacia, Suiza, Alemania). Además de música, presenta cualquier forma de creación artística abriéndose a espectáculos en vivo y a prácticas artísticas transversales.

## Enlace
- Sitio oficial del festival

- Datos: Q3069944